# Horst Haitzinger
Horst Haitzinger (* 19. Juni 1939 in Eferding) ist ein österreichischer Karikaturist. Er hat bisher über 16.000 Karikaturen veröffentlicht und zählt zu den bekanntesten politischen Karikaturisten im deutschsprachigen Raum. Seine Zeichnungen und Ölbilder (Phantastischer Realismus) sowie seine Karikaturen werden auf Ausstellungen im In- und Ausland gezeigt.

## Ausbildung und Beruf
Haitzingers künstlerische Ausbildung begann mit einem vierjährigen Studium der Gebrauchsgrafik an der damaligen Kunstgewerbeschule Linz. Anschließend folgten zwölf Semester Malerei und Grafik an der Akademie der Bildenden Künste München. Seit Abschluss des Akademiestudiums ist Haitzinger freiberuflich als Karikaturist für viele renommierte Tageszeitungen und Zeitschriften tätig.
Haitzinger zählt Wilhelm Busch zu seinen Vorbildern. Für seine Karikaturen kann er auf eine reiche Kenntnis literarischer und bildnerischer Vorlagen zurückgreifen.

## Werk

### Karikaturen
Bereits als junger Student veröffentlichte Haitzinger 1958 seine ersten Karikaturen für die satirische Zeitschrift Simplicissimus und war dort fortan ständiger Mitarbeiter. Seit 1963 ist er freiberuflich als Karikaturist tätig und arbeitet unter anderem für das Boulevardblatt tz, die Nürnberger Nachrichten, die Oberösterreichischen Nachrichten, die Rhein-Zeitung und weitere vorwiegend im Süden Deutschlands beheimatete Tageszeitungen und Zeitschriften. Er arbeitete zudem 27 Jahre lang für die Zeitschrift Bunte, außerdem wählte Der Spiegel mehrmals Karikaturen von ihm als Titelblatt aus.
Bekannt wurde Haitzinger als „Meister des deftigen Strichs“, der in einem unverwechselbaren Stil das bundesrepublikanische politische Geschehen treffsicher und mit beißender Ironie zu karikieren versteht. Täglich entsteht mindestens eine Karikatur. Über 15.000 Zeichnungen entstammen bisher seiner Feder.
1994 wurde Haitzingers Plakatentwurf für die Europawahlen von einigen Europa-Parlamentariern abgelehnt, weil er mit einer leichtbekleideten Europa für die Wahl warb. Er ist sich bewusst, dass die Kenntnis der Mythologie, zu der die Europa-Figurenmetapher gehört, bei vielen Lesern heute nicht mehr vorauszusetzen ist.
Im Dezember 2013 wurde Haitzinger für eine in der Badischen Zeitung veröffentlichte Karikatur vom Simon Wiesenthal Center unter die Top 10 der antisemitischen, antiisraelischen Schmähungen 2013 gewählt. Die Badische Zeitung wies den Vorwurf zurück.

### Ölbilder
Die Ölbilder nehmen im Lebenswerk von Horst Haitzinger einen bedeutenden Platz ein; schon in jungen Jahren beschäftigte sich der Künstler mit der Ölmalerei. Bereits in seinen frühen Werken war die surrealistische Landschaft das vorherrschende Motiv.
Ab 1968 widmete er sich rund fünf Jahrzehnte lang ausschließlich der politischen Karikatur. Erst 2001 nahm er seine tiefgehende Leidenschaft für die Ölmalerei wieder auf. Seitdem sind in jahrelanger Arbeit mehrere Gemälde entstanden. Seine Darstellungen aus der Natur basieren in großem Umfang auf Erlebnissen, Eindrücken und Vorstellungen seiner Jugend. Sie verschmelzen in der Bildkomposition zu einer Reise in eine fantastische Welt.
Die Werke zeichnen sich aus durch formale Strenge verbunden mit einem üppigen Detailreichtum. Dichte atmosphärische Stimmungen sind charakteristische Merkmale von Haitzingers Fantasiewelt. Die Sinnoffenheit der Bilder und die freie Interpretationsmöglichkeit des Betrachters sind dem Künstler dabei ein wichtiges Anliegen.
„Meine Bilder sind zu hundert Prozent konsequent gegenständlich. Was die Menschen darauf sehen, dürfen sie so sehen und deuten, wie sie es wollen. Das liegt in der Fantasie jedes Betrachters“, so Haitzinger. „Mein Anspruch ist es, kompositorisch gute Bilder zu machen, in welchen Bewegung auf Gegenbewegung reagiert und das Verhältnis von Farbigkeit stimmt. Die Motive spielen sich in einer immer wiederkehrenden Märchenwelt ab“, erklärt der Künstler seinen Anspruch.
Bisher entstanden mehrere großformatige Ölgemälde, die als Originale unverkäuflich und als Leihgaben in Ausstellungen zu sehen sind. Für Haitzinger Freunde und Kunstsammler waren sechs Ölgemälde als hochwertige Kunstdrucke mit Zertifikat in einer limitierten Auflage erhältlich.

## Privates
Horst Haitzinger lebt in München, ist verheiratet und Vater zweier Töchter. Ein besonderes Anliegen ist ihm seit langem der Naturschutz.
Am 30. November 2019 verabschiedete sich Haitzinger vom politischen Alltagsgeschäft und ging in den Ruhestand. Er widmet sich nun hauptsächlich der Malerei.

## Werke
Seit 1972 erscheint jährlich eine Zusammenstellung der besten politischen Karikaturen des Jahres als Sammelband im Bruckmann Verlag bzw. heutzutage im Stiebner Verlag. „Bundes- und weltpolitische Ereignisse werden wie gewohnt witzig, spritzig und manchmal bissig dargestellt.“
Daneben sind verschiedene großformatige, farbig bebilderte Bände erschienen.
- Archetypen, 1979.
- Bonnoptikum, 1983.
- Bonnoptikum 2, 1985.
- Geburtstags-Strauß: 70 Karikaturen Zum Siebzigsten von Franz Josef Strauß, 1985.
- BONNzen-Album, 1988.
- Globetrottel, 1989.
- Deutschland, Deutschland, 1990.
- Politische Karikaturen, 1992.
- Weltsch(M)erz, 1992.
- N-EURO-sen, 1994.
- Kohldampf, 1997.
- Haitzinger Highlights, 1998.
- Berlinikum, 2000.
- Haitzinger Karikaturen und Malerei, 2008.
- Unverkennbar Haitzinger! Karikatur und Malerei. Museum Industriekultur für die Museen der Stadt Nürnberg, 2015.
- Das Beste zum Schluss. September 2020, ISBN 978-3-8307-1708-9.
- Mehr als nur Europa. Die Antike in politischen Karikaturen. Herausgegeben von Matthias Pausch. Nünnerich-Asmus, Oppenheim am Rhein 2023, ISBN 978-3-96176-216-3.
- Von Adam und Eva bis Pontius Pilatus. Die Bibel in politischen Karikaturen. Herausgegeben von Matthias Pausch und Eckehard Roßberg. Nünnerich-Asmus, Oppenheim am Rhein 2023, ISBN 978-3-96176-238-5.
- Von Aschenputtel bis Zwerg Nase. Märchen in politischen Karikaturen. Herausgegeben von Matthias Pausch und Eckehard Roßberg. Nünnerich-Asmus, Oppenheim am Rhein 2024, ISBN 978-3-96176-279-8.

## Auszeichnungen
- 1973: Ludwig-Thoma-Medaille der Stadt München
- 1981: Schwabinger Kunstpreis
- 1995, 2007, 2008, 2010, 2014: „Auszeichnung“ beim Deutschen Preis für die politische Karikatur Mit spitzer Feder[8]
- 1996: Preisträger im Wettbewerb Rückblende
- 2004: Bundesverdienstkreuz
- 2006: Bayerische Verfassungsmedaille in Gold
- 2019: Bayerische Naturschutzmedaille[9]
- 2020: UmweltMedienpreis der Deutschen Umwelthilfe für sein Lebenswerk[10]